# Pedro Gonçalves Malafaia
Pedro Gonçalves Malafaya (c. 1389 – c. 1435) foi um estadista, militar e diplomata português do século XV, vedor da Fazenda desde 14 de Julho de 1421 até à data do seu falecimento. Teve um papel decisivo na negociação do Tratado de Paz entre Portugal e Castela, em 1431.

## Biografia
Nasceu cerca de 1389, filho de Gonçalo Peres (c. 1350 – 1424), senhor do Paço de Belas, escrivão da chancelaria do rei D. Fernando, e depois regedor da casa do cível e vedor da Fazenda de D. João I e de sua mulher, Maria Anes.
Juntamente com seu irmão, Luís Gonçalves Malafaya, esteve na conquista de Ceuta em 1415, sendo um dos cerca de 160 fidalgos que acompanharam D. João I e os Infantes na expedição à cidade.
Permaneceu em Ceuta depois de 1415 e participou em várias missões diplomáticas e militares em território marroquino. 
Pedro Gonçalves é citado por Zurara, na Crónica da Tomada de Ceuta, como companheiro de João Pereira "Agostim" (avô paterno do célebre navegador Tristão da Cunha) e de outros fidalgos que “andando nas guerras de França e Inglaterra...deixaram todas as doçuras de França e daquelas terras para vir a serviço delRey, os quais eram...João Pereira [Agostim] e Diogo Lopes de Sousa e Pedro Gonçalves, a quem diziam Malafaya, e Álvaro Mendes Cerveira”. 
Foi por Pedro Gonçalves Malafaia e pelo avô de Tristão da Cunha que disse a cantiga da época:
“Quem guardaria Ceuta, Malafaya ou João Pereira”.
Em 1431, foi enviado em outra missão diplomática, desta vez a Castela e de novo na companhia de seu irmão, para participar nas negociações que culminaram na assinatura do Tratado de Paz de Medina del Campo (30.10.1431), depois ratificado em Almeirim em 17.01.1432. No início, o Rei de Castela Juan II não se mostrou interessado, alegando estar absorvido com a guerra em Granada, mas Pedro Gonçalves Malafaya insistiu, acompanhou o monarca nas campanhas contra Granada e conseguiu que ele aceitasse assinar o acordo. Segundo o historiador Humberto Baquero Moreno, foi à tenacidade de Malafaya que se deveu o êxito final na ratificação do Tratado.
Pedro Gonçalves foi vedor da Fazenda de D. João I desde pelo menos 14.7.1421. Manteve o cargo de vedor no reinado de D. Duarte até 1435, sendo então substituído por seu irmão Luís Gonçalves Malafaya.
Foi do Conselho de D. Duarte e aparece referido em documentos como rico-homem, designação já arcaica no séc. XV mas ainda usada, significando então uma pessoa com altas funções na corte. 
Faleceu muito provavelmente cerca de 1435, sendo absolutamente certo que já tinha falecido a 29.7.1440, quando D. Afonso V confirmou uma carta de privilégio de D. Duarte, de 21.7.1436, a Isabel Gomes da Silva, "mulher que foi de Pedro Gonçalves, do Conselho, vedor da fazenda".

## Casamento e descendência
Do seu casamento com Isabel Gomes da Silva, filha de João Gomes da Silva, 2.º senhor de Vagos e de Margarida Coelho, teve as seguintes filhas:
- D. Beatriz ou Brites da Silva (? – c. 1502), que casou em 1442[9] com D. Lopo de Almeida, 1.º conde de Abrantes, com geração, em que se destacou o vice-rei da Índia, D. Francisco de Almeida;

- D. Leonor da Silva, casou com João Freire de Andrade (já falecido a 08.07.1474),[10] senhor de Alcoutim, tendo o casal uma filha herdeira, D. Maria Freire de Andrade (? - 1532),[9] senhora de Alcoutim (carta de 22.09.1474),[9] que casou em 1496 com D. Fernando de Meneses, 2.º marquês de Vila Real (e 1.º conde de Alcoutim, por via desse casamento), com geração;

- D. Maria da Silva, que casou duas vezes, a 1.ª vez com Diogo de Melo, alcaide-mor de Serpa, com geração; e a 2.ª vez com Álvaro de Ataíde, senhor da Penacova e alcaide-mor do Alvor, com geração, incluindo o célebre capitão de Safim, Nuno Fernandes de Ataíde e D. Catarina de Ataíde (c. 1470 - 1535), que foi condessa da Vidigueira, como mulher do navegador Vasco da Gama, 1.º conde da Vidigueira.